# Carl-Gustaf Lindstedt
Carl-Gustaf Lindstedt (24. února 1921 Kungsholmen – 16. leden 1992 Stockholm) byl švédský herec a také scenárista. Vyrůstal na ostrově Kungsholmen v centrální části Stockholmu, kde je nyní po něm pojmenována jedna ulice (Carl-Gustaf Lindstedts gata, která se křižuje se známými hlavními ulicemi ostrova, jako jsou Kungsholmsgatan nebo Fleminggatan).

## Život
Jeho otec byl politik působící ve švédské sociálně-demokratické straně a Carl-Gustaf začal hrát v mládežnickém divadelním klubu této strany. Protože jeho rodiče byli chudí, musel začít pracovat již v 16 letech, kdy zajišťoval donáškovou službu. Mezitím pokračoval se svými komickými hereckými výstupy na svatbách a party.

## Kariéra
Lindstedt je nejvíce znám pro své komediální role, ale účinkoval také v mnoha dramatech. Mezi jeho nejznámější filmy patří černá komedie z roku 1970 Rötmånad (americký titul Dog Days, v Británii pod názvem What Are You Doing After the Orgy?, režie Jan Halldoff) a krimi thriller Muž na střeše z roku 1976, podle románové předlohy Säffleská bestie švédské autorské dvojice Maj Sjöwallová – Per Wahlöö, kde hrál hlavní roli kriminalisty Martina Becka.
Za drama Harry Munter z roku 1969 (scénář a režie Kjell Grede) získal v roce 1970 na 7. ročníku filmových cen Zlatohlávek ocenění jako nejlepší herec v hlavní roli. Film byl také v roce 1970 nominován na Filmovém festivalu v Cannes a zúčastnil se soutěže na MFF Mar del Plata v Argentině.,. Mezi úspěšné filmy patří i Muž, který přestal kouřit z roku 1972 (scénář a režie Tage Danielsson), byť sám Lindstedt ocenění nezískal. Totéž platí i pro film Muž na střeše (scénář a režie Bo Widerberg), který obdržel dokonce dva Zlatohlávky. Film měl rovněž příznivé kritiky (zvláště byly oceňovány dialogy) a byl i komerčně velmi úspěšný (stal se nejnavštěvovanějším filmem švédské produkce až do roku 1982, kdy ho překonal film Fanny a Alexandr režiséra Ingmara Bergmana). Mezinárodní kritika pak film označila za první švédský thriller světové úrovně.
V roce 1984 natočil režisér Bo Widerberg další úspěšný krimi thriller Muž z Mallorky a pracoval s téměř totožným realizačním týmem jako na filmu Muž na střeše. Stejní jsou i herci v hlavních postavách, Carla-Gustaf Lindstedt začal natáčet roli Dahlgrena, ale po třech natáčecích dnech byl kvůli zdravotní indispozici přeobsazen Ernstem Güntherem.
Carl-Gustaf Lindstedt byl otcem tří dětí, z nichž Pierre Ernst Vilhelm Lindstedt (narozený 15. srpna 1943) je rovněž herec a od roku 1996 účinkoval ve více než 50 filmech a televizních pořadech.